# 蘇拉帕塔山 (努尼奧瓦區)
14°10′58″S 70°49′01″W / 14.18278°S 70.81694°W
蘇拉帕塔山（Surapata），是秘魯的山峰，位於該國東南部普諾大區，由梅爾加省的努尼奧瓦區負責管轄，屬於韋爾卡努塔山脈的一部分，海拔高度約5,300米。